# Cawdor Castle
Cawdor Castle is een kasteel in Cawdor, ongeveer 16 km ten oosten van Inverness en 8 km ten zuidwesten van Nairn in Schotland. Het kasteel bestaat uit een vijftiende-eeuwse woontoren met latere toevoegingen. Oorspronkelijk was het een bezit van de Calder-clan; in de zestiende eeuw ging het over op de Campbells. Het is nog steeds eigendom van de familie Campbell, en is het thuis van de douairière gravin Cawdor, stiefmoeder van Colin Campbell, de zevende graaf Cawdor.
Het kasteel is het best bekend vanwege William Shakespeares tragedie Macbeth, waarin de titelfiguur tot taan van Cawdor wordt gemaakt. De echte koning Macbeth leefde in de elfde eeuw, toen het kasteel echter nog niet bestond.
Het kasteel is een nationaal monument, en de terreinen staan op de Inventory of Gardens and Designed Landscapes in Scotland, de nationale lijst met belangrijke tuinen.

## Geschiedenis
Het kasteel wordt voor het eerst vermeld in 1454, de datum waarop William Calder, de zesde taan van Cawdor (of Calder) toestemming krijgt het huis te versterken. Delen van de donjon zijn echter ouder. Historici hebben de stijl van het metselwerk in het oudste gedeelte geschat op ongeveer 1380. Een vreemd kenmerk van het kasteel is dat het gebouwd is rondom een kleine, levende hulstboom. De traditie wil dat een ezel, beladen met goud, te rusten ging liggen onder de boom, wat aanduidde waar het kasteel gebouwd moest worden. De resten van de boom zijn nog steeds zichtbaar op de onderste verdieping van de woontoren. Moderne wetenschappelijke tests hebben uitgewezen dat de boom rond 1372 gestorven moet zijn, wat leidt tot het geloof dat het kasteel eerder gebouwd moet zijn. De ijzeren poort (yett) is afkomstig van het nabij gelegen Lochindorb Castle, dat rond 1455 door William ontmanteld werd in opdracht van koning Jacobus II, nadat het verbeurd verklaard was voor de graaf van Moray.
In de opeenvolgende eeuwen is het kasteel verschillende keren uitgebreid. In 1510 trouwde de erfgename van de Calders, Muriel, met Sir John Campbell of Muckairn, die het kasteel verder uitbreidde. John Campbell, derde taan van Cawdor (c. 1576-c. 1642), verbeterde het kasteel verder. In 1635 werd er een tuin aangelegd, en na de restauratie bouwde of verbeterde Sir Hugh Campbell of Cawdor de noordelijke en westelijke vleugels, waarvoor hij de metselaars James en Robert Nicholson uit Nairn aannam.  In de jaren tachtig van de zeventiende eeuw strandde Sir Alexander Campbell, zoon van Sir Hugh, tijdens een storm in Milford Haven, waar hij een lokale erfgename, Elizabeth Lort van Stackpole Court ontmoette. De twee trouwden en daarna woonden de Campbells van Cawdor de meeste tijd op hun landgoederen in Pembrokeshire. Cawdor werd het huis van de jongere broers van de familie, die het landgoed verder onderhielden, en in 1720 een bloementuin aanlegden. In de achttiende eeuw werden er ook uitgebreide bossen aangelegd.
John Campbell of Cawdor, lid van het Parlement, trouwde met een dochter van de vijfde graaf van Carlisle in 1789, en werd in 1796 tot de adelstand verheven als baron Cawdor. Zijn zoon werd in 1827 de eerste graaf Cawdor. Gedurende de negentiende eeuw werd Cawdor door de graven als zomerresidentie gebruikt. De architecten Thomas Mackenzie en Alexander Ross kregen de opdracht om de zuidelijke en oostelijke vleugels te ontwerpen, om een binnenplaats te omsluiten, die toegankelijk was via een ophaalbrug. In de twintigste eeuw verhuisde John Campbell, vijfde graaf Cawdor permanent naar Cawdor, en werd opgevolgd door de zesde graaf, wiens tweede vrouw, de douairière gravin Angelika er nog steeds woont. In 2001 voorkwam de gravin dat haar stiefzoon genetisch gemanipuleerd raapzaad zaaide op het landgoed, en in 2002 sleepte ze hem voor de rechter nadat hij naar het kasteel verhuisd was toen zij weg was.